# Gil Montandon
Pour les articles homonymes, voir Montandon (homonymie).
Gil Montandon, né le 28 avril 1965 à Neuchâtel, est un joueur professionnel suisse de hockey sur glace. Au cours d'une carrière de près de 30 ans, il est le premier joueur de l'histoire à avoir dépassé la barre des 1 000 matchs dans la Ligue nationale A en février 2008, que ce soit au cours de rencontres de saisons régulières ou de séries éliminatoires.
Il prend sa retraite de joueur en 2009 et deux ans plus tard, il est de retour en tant qu'entraîneur de la première équipe du HC université Neuchâtel, qui évolue en troisième division suisse.
Il est également consultant sportif pour la chaîne de télévision suisse RTS Deux.

## Biographie

### Ses débuts (1980-1989)
Gil Montandon commence le hockey sur glace à l'âge de 12 ans en jouant au sein de l'équipe de sa ville natale, les Young Sprinters HC. Il fait ses débuts en tant que professionnel en jouant avec l'équipe de Neuchâtel dans le Ligue nationale B ; l'équipe des Young Sprinters finissant la saison 1980-1981 à la dernière place du classement avec seulement une victoire en vingt-huit rencontres, elle est obligée de jouer une poule de maintien pour ne pas descendre en première ligue. Finalement, avec un seul match nul lors de la phase de maintien, les joueurs de Neuchâtel sont bel et bien relégués en première ligue, en compagnie du club du Genève-Servette HC.
Il passe encore deux saisons avec Neuchâtel avant de prendre la direction du Lausanne HC en Ligue nationale B pour le championnat 1983-1984 ; son équipe finit une nouvelle fois dernier du championnat et est reléguée en première ligue alors que dans le même temps, il rejoint le club du HC Fribourg-Gottéron dans la Ligue nationale A.
Il joue son premier match dans la grande ligue lors du premier match de la saison 1984-1985, une victoire contre le HC Davos. La saison est décomposée en deux phases : la première avec huit équipes et la seconde avec six équipes d'un côté et les deux moins bonnes équipes de la LNA et les six meilleures de la LNB de l'autre ; Fribourg-Gottéron se classe quatrième de chaque phase. Il termine la saison avec quatorze buts et huit passes décisives en trente-huit rencontres.
La saison suivante voit l'élargissement de la LNA à dix équipes et également la mise en place d'une phase de séries éliminatoires ; seules les quatre meilleures équipes de la saison de trente-six matchs sont qualifiées pour les séries et avec leur sixième place, les joueurs de Fribourg-Gottéron sont éliminés de la course au titre de champion. Ils manquent également les séries lors de la saison 1986-1987 avec une septième place au classement ; avec trente-cinq buts et vingt passes décisives, Montandon termine dixième meilleur pointeur de la saison, deuxième de l'équipe, alors que son coéquipier, Jean-François Sauvé est le meilleur réalisateur de la saison avec huitante-six points.
Il est appelé pour la première fois de sa carrière à participer au championnat du monde de 1987 avec l'équipe nationale de Suisse ; la Suisse passe totalement à côté de ce mondial, qui se joue à Vienne en Autriche, en perdant les sept rencontres de la première phase puis les trois suivantes de la phase de relégation. Elle est ainsi reléguée dans la division B pour le championnat du monde suivant, prévu en 1989. Montandon réalise une passe décisive en huit matchs joués lors de ces joutes.
Fribourg-Gottéron termine la saison 1987-1988 à la huitième place avec onze victoires, trois nuls et vingt-deux défaites, seulement trois points devant le SC Langnau Tigers, première équipe à jouer la relégation. Sauvé est une nouvelle fois le meilleur pointeur de l'équipe, et cette année le deuxième de la LNA derrière Normand Dupont du HC Bienne, alors que Montandon est deuxième pointeur de l'équipe avec trente-neuf réalisations.
Au cours de la saison, Montandon participe avec l'équipe nationale aux Jeux olympiques d'hiver qui se jouent à Calgary dans la province canadienne de l'Alberta. La Suisse remporte la première rencontre du tournoi contre la Finlande 2-1 ; néanmoins, ils perdent les quatre matchs suivants pour finir à la quatrième place de la poule A alors que seulement les trois premières équipes de chaque poule sont qualifiées pour la deuxième phase du tournoi. D'un point de vue personnel, Montandon participe à quatre rencontres sans inscrire son nom sur les feuilles de pointage.
La saison 1988-1989 du championnat de la Ligue nationale A ressemble fortement à la saison précédente : Lugano termine premier du classement alors que Fribourg-Gottéron est classé huitième ; néanmoins, une différence notable apparaît : désormais les huit premières équipes sont qualifiées pour les séries. Les joueurs de Fribourg-Gottéron jouent donc une série au meilleur des trois matchs mais, avec la dernière place qualificative des séries, ils sont opposés aux champions de la saison régulière, Lugano, qui s'impose en deux rencontres 10-2 et 5-1. Montandon ne joue pas les matchs des séries alors qu'au cours de la saison régulière, il est le deuxième pointeur de la formation derrière Sauvé.
Les Suisses participent au championnat du monde B 1989 qui se joue à Oslo et Lillehammer en Norvège ; le tournoi commence bien pour l'équipe de Suisse puisqu'ils remportent les deux premières rencontres 6-3 contre le Danemark et 10-0 contre le Japon. Ils perdent la troisième rencontre 6-7 contre l'Italie, gagnent une troisième rencontre 3-0 contre l'Allemagne de l'Est mais ils perdent les trois rencontres suivantes pour finalement terminer le tournoi à la quatrième place du classement et devront encore jouer une saison dans la deuxième division.

### CP Berne (1989-1999)

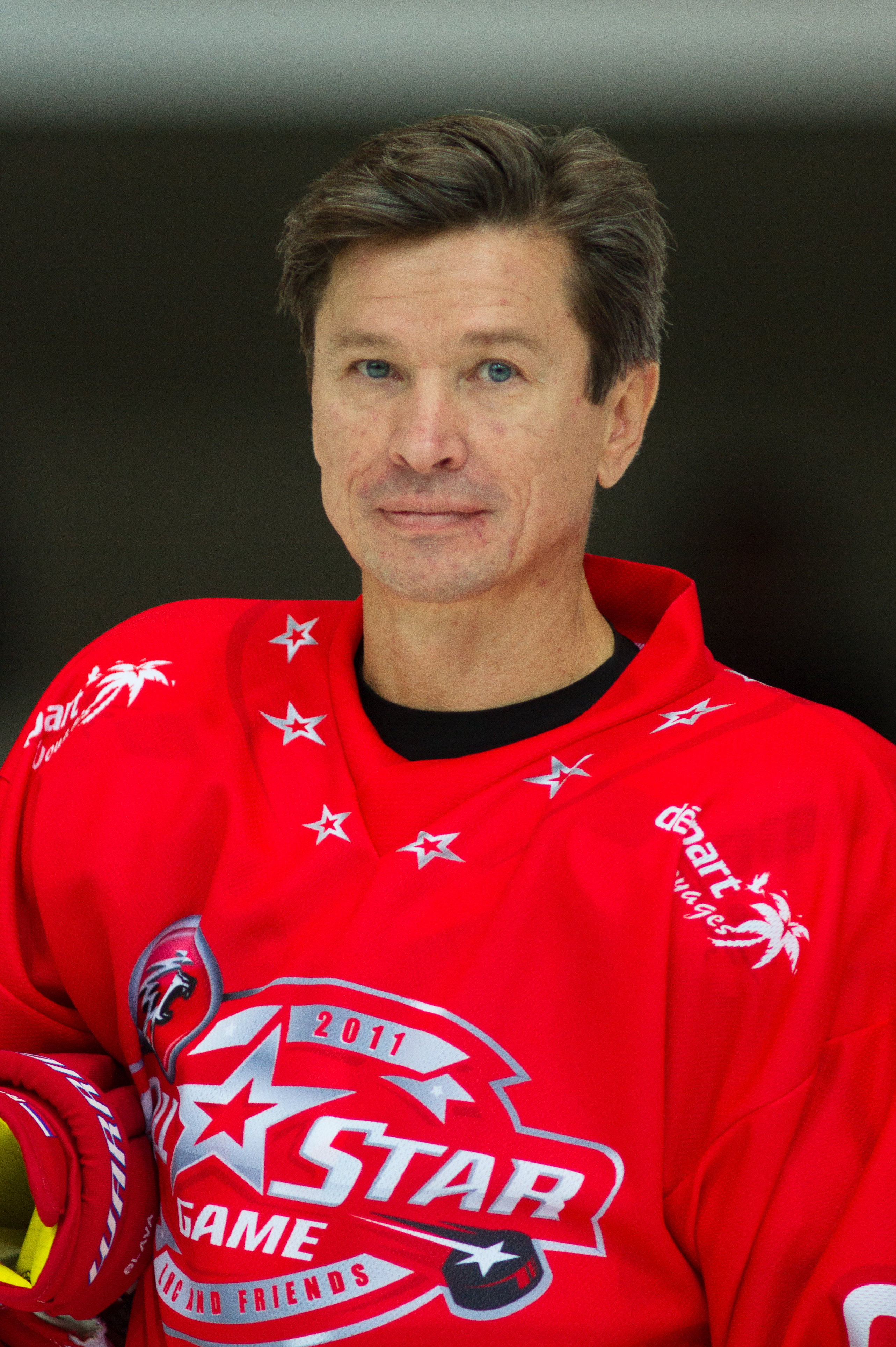
Viatcheslav Bykov (ici en 2011) est le meilleur pointeur des saisons 1990-1991 et 1991-1992.

Il rejoint le club champion du Club des patineurs de Berne – également désigné par son nom allemand Schlittschuh Club Bern – pour la saison 1989-1990. Le club termine à la deuxième place du classement juste derrière le HC Lugano ; les deux équipes ont la même fiche de vingt-deux victoires, six nuls et huit défaites sur la saison mais Lugano finit devant avec une différence de buts de +84 contre +61 pour Berne. Auteur de trente-deux points, Montandon est élu dans l'équipe type suisse de la saison en compagnie de ses coéquipiers Renato Tosio dans les buts et Sven Leuenberger en défense. L'équipe de Berne remporte les quarts de finale en battant l'ancienne équipe de Montandon, septième de la saison régulière, en trois rencontres puis élimine les joueurs du HC Bienne en quatre rencontres. Elle est opposée en finale au champion de la saison régulière qui remporte également la série finale trois matchs à un.
Montandon participe avec l'équipe nationale à la division B du championnat en France alors que les matchs de la division A seront joués quelques jours plus tard dans les villes suisse de Berne et de Fribourg. L'équipe de Suisse est accrochée dès la première rencontre en faisant match nul deux buts partout contre l'Allemagne de l'Est ; ils se reprennent néanmoins en remportant les deux rencontres suivantes. Finalement, sur les sept rencontres jouées par Montandon et ses coéquipiers gagnent cinq parties pour deux matchs nuls, finissent à la première place du classement et gagnent ainsi leur montée dans la division A pour l'édition 1991. Avec cinq buts lors des sept matchs, Montandon est un des meilleurs pointeurs de son équipe.
Lors de la saison suivante, l'équipe de Berne domine le championnat en étant premier toute la saison et finit celle-ci avec vingt-huit victoires, six nuls et deux défaites ; ces deux dernières sont concédées contre Fribourg-Gottéron. L'EV Zoug, dernière équipe qualifiée pour les séries éliminatoires, est écartée en quarts de finale en trois rencontres, puis c'est au tour de Fribourg-Gottéron de subir le même sort ; la finale 1991 de la LNA oppose pour une deuxième année consécutive les équipes de Berne et de Lugano. Berne remporte les deux premières rencontres avant de laisser filer la troisième. Lors de la quatrième partie, les deux équipes sont à égalité un but partout à la fin du temps réglementaire ; Martin Rauch, défenseur de l'équipe natif de Berne, offre le huitième titre de l'histoire de son club. Avec quatre-vingt-trois points lors de la saison régulière, Viatcheslav Bykov, joueur de Fribourg-Gottéron, est le meilleur pointeur de la LNA alors que Montandon en compte vingt-sept.
La Suisse retrouve l'élite mondiale pour le championnat du monde 1991 qui est joué à Turku en Finlande. Le tournoi ne commence pas de la meilleure manière puisque les Suisses perdent la première rencontre 3-1 contre l'URSS ; ils ne parviennent à remporter qu'un seul match en sept rencontres en battant 7-2 l'équipe d'Allemagne et finissent à l'avant-dernière place du classement. Les quatre dernières équipes du championnat jouent une phase de relégation et cette phase met en jeu la Suisse, l'Allemagne, la Finlande et enfin la Tchécoslovaquie ; encore une fois, les Helvètes ne parviennent à tirer leur épingle du jeu que lors de la rencontre contre l'Allemagne en faisant match nul 3-3.
Berne termine la saison 1991-1992 à la troisième place du classement : l'équipe de Fribourg-Gottéron emmenée par Bykov, une nouvelle fois meilleur pointeur avec huitante-cinq points, mais également par Andreï Khomoutov deuxième onze points derrière son compatriote, est la meilleure équipe du championnat devant le HC Lugano. Berne totalise vingt-et-une victoires, six nuls et neuf défaites pour un total de quarante-huit points alors qu'avec trente réalisations, Montandon est le troisième pointeur de l'équipe derrière Alan Haworth et Patrick Howald auteurs de cinquante-deux et trente-et-un points. Le club de Kloten est éliminé par Berne en quarts de finale en trois matchs puis Zurich subit le même sort en demi-finales ; pour la deuxième année consécutive, Berne joue la finale de la LNA, cette fois contre Fribourg-Gottéron. Le club de la capitale remporte les deux premières rencontres 4-3 et 11-2 mais se fait remonter 1-5 puis 0-3 ; le match décisif a lieu le 11 avril et Berne remporte un deuxième titre consécutif sur le score 4-1. Avec onze points lors des séries, Montandon est une nouvelle fois le troisième meilleur pointeur de son équipe derrière Haworth et Howald tous deux auteurs de douze points,.
Malgré une troisième place à la fin du calendrier 1992-1993, l'équipe de Berne se fait surprendre lors des séries éliminatoires en cinq rencontres par le club d'Ambrì-Piotta, sixième de la saison régulière. Montandon voyage avec l'équipe nationale pour jouer le championnat du monde 1993 qui se déroule en Allemagne fin avril, début mai ; les Suisses ne remportent qu'une seule des quatre premières rencontres disputées, une victoire 5-1 contre l'Autriche. Le cinquième match de la première phase oppose la Suisse à la Suède et à la surprise générale, Montandon et ses coéquipiers l'emportent sur le score de 6-4. Avant-dernière équipe de la poule A, la Suisse participe à la phase de relégation en jouant une première rencontre contre la France, dernière équipe de la poule B ; les Français s'imposent sur le score de 3-1 et la Suisse joue sa place en élite contre la Norvège, le 1er mai 1993. Les Norvégiens s'imposent finalement sur le score de 5-2 et la Suisse est reléguée en deuxième division pour l'édition suivante,.
Montandon connaît une nouvelle sélection avec l'équipe nationale suisse lors du championnat du monde 1994 qui se joue, pour la division B, dans les villes de Copenhague et Aalborg au Danemark ; sept matchs sont au programme et la Suisse remporte les quatre premiers assez facilement : 20-1 contre la Chine, 10-3 contre le Japon, 5-0 contre la Roumanie et enfin 10-0 contre les Pays-Bas. Les trois dernières rencontres pour la Suisse sont un peu plus compliquées puisqu'ils battent seulement 2-1 les joueurs danois puis font match nul trois buts partout contre la Pologne. Dans le même temps, les Lettons ont remporté toutes leurs rencontres ; le match du 17 avril fait donc figure de finale avec le titre, et la remontée dans la division A, pour le vainqueur de la soirée. Finalement, Montandon a la chance de connaître une nouvelle montée à la suite de la victoire 2-1 de son pays.

### HC Fribourg-Gottéron (1999-2009)

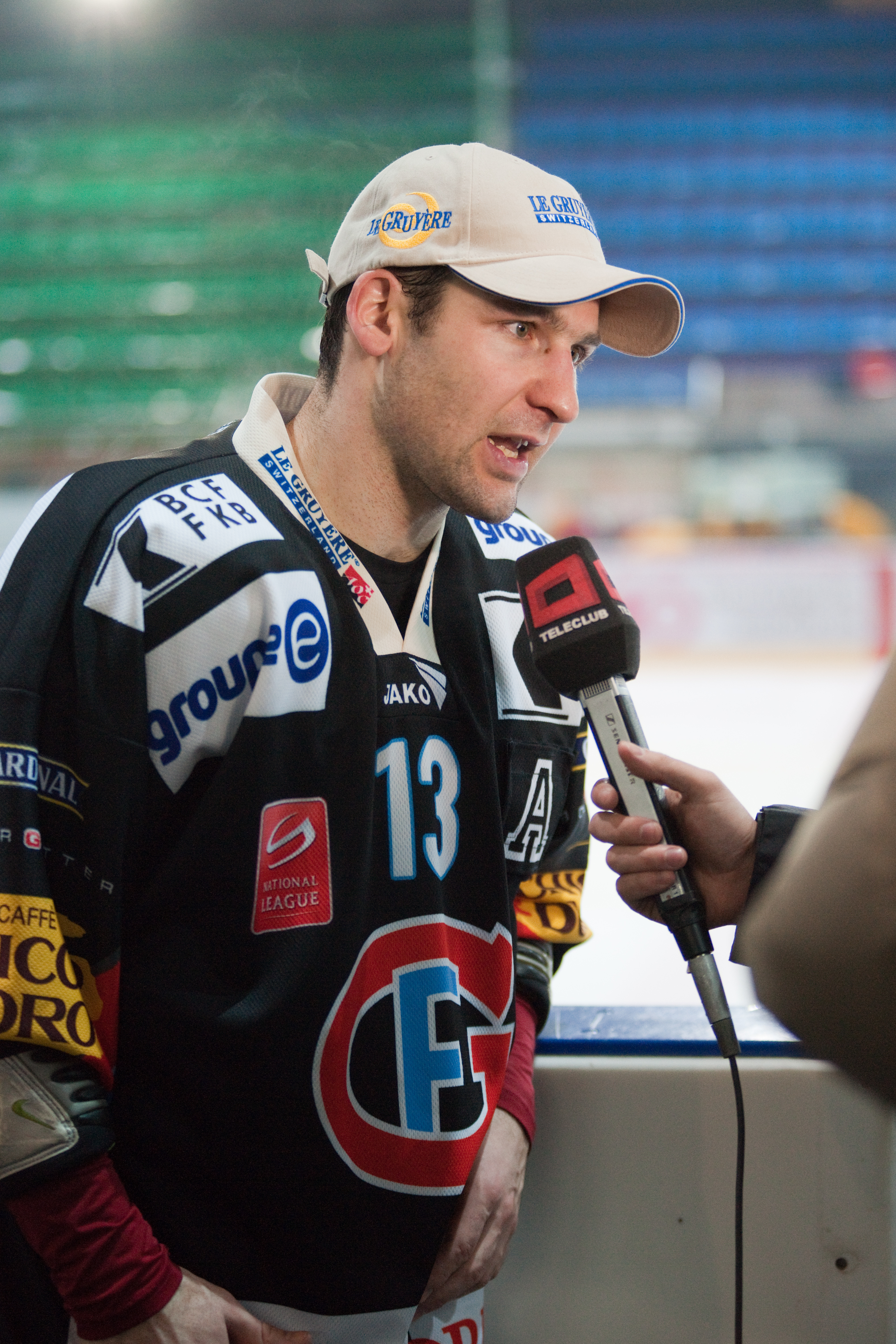
Benjamin Plüss (ici en 2010) et Montandon jouent ensemble entre 2004 et 2009.

La saison 2005-2006 est une des pires saisons que connaît les Dragons dans la LNA depuis des années. Montandon ne manque qu'un seul match de la saison régulière et compte trente-quatre points ; il compte le même total de points que Benjamin Plüss et un points de moins que Josh Holden et Cory Murphy, les deux meilleurs réalisateurs de l'équipe.
L'équipe de Fribourg-Gottéron frôle une nouvelle fois la descente à la fin de la saison 2006-2007 puisqu'elle termine à la dixième place du classement avec seulement douze victoires en quarante-quatre rencontres, dont sept manquées par Montandon. Les Dragons doivent participer pour la troisième saison consécutive à la phase de descente et ils parviennent à garder leur place en LNA en venant à bout des joueurs de Langnau en quatre matchs sans réponse.
À la fin de la saison 2007-2008, Fribourg-Gottéron termine à la huitième et dernière place qualificative pour les séries éliminatoires. Il inscrit le 200e but de sa carrière avec Fribourg-Gottéron, le 22 janvier lors du dernier derby romand de la saison contre Genève-Servette. Un mois plus tard, le vendredi 15 février 2008, il joue le millième match de sa carrière dans la Ligue nationale A.
Montandon et ses coéquipiers sont opposés au premier tour des séries au champion de la saison régulière et ancien club de Montandon : le CP Berne. À la surprise générale, Fribourg-Gottéron élimine Berne en remportant le sixième match de la série, la quatrième victoire pour le club, sur le score de 4-3, le but de la qualification étant inscrit par Montandon après neuf minutes de prolongation. Les joueurs de Fribourg-Gottéron ne parviennent néanmoins pas à poursuivre leur exploit puisqu'ils chutent au deuxième tour 4 rencontres à 1 contre le Genève-Servette Hockey Club.
Montandon joue sa dernière saison en 2008-2009 et à la fin du calendrier, son équipe finit à la septième place du classement et tient une nouvelle qualification pour les séries éliminatoires ; malgré cette place assez lointaine dans le classement, Fribourg-Gottéron réussit à éliminer l'équipe des ZSC Lions, deuxièmes du classement, quatre matchs à zéro. Il joue le dernier match de sa carrière à la fin de la saison 2008-2009 quand son équipe perd en demi-finale après le septième match de la série contre le HC Davos ; Montandon inscrit un but lors de la défaite 4-3.
En février 2011, le club du HC université Neuchâtel annonce que Montandon devient son nouvel entraîneur pour la saison 2011-2012. En novembre 2011, il est désigné par un comité, le huitième meilleur joueur suisse de tous les temps ; Mark Streit est désigné numéro un du classement.

## Palmarès
- Champion Suisse LNA en 1991, 1992 et 1997 avec le CP Berne
- Équipe type suisse : 1990

### Statistiques en club
Montandon met fin à sa carrière en 2009 après 1 070 matchs joués dans la LNA et plus de 870 points inscrits.
| Saison     | Équipe                    | Ligue      |     | Saison régulière | Saison régulière | Saison régulière | Saison régulière | Saison régulière |    | Séries éliminatoires | Séries éliminatoires | Séries éliminatoires | Séries éliminatoires | Séries éliminatoires |
| Saison     | Équipe                    | Ligue      | PJ  | B                | A                | Pts              | Pun              | PJ               | B  | A                    | Pts                  | Pun                  |                      |                      |
| 1980-1981  | Neuchâtel Young Sprinters | LNB        |     |                  |                  |                  |                  |                  |    |                      |                      |                      |                      |                      |
| 1981-1982  | Neuchâtel Young Sprinters | 1re ligue  |     |                  |                  |                  |                  |                  |    |                      |                      |                      |                      |                      |
| 1982-1983  | Neuchâtel Young Sprinters | 1re ligue  |     |                  |                  |                  |                  |                  |    |                      |                      |                      |                      |                      |
| 1983-1984  | Lausanne HC               | LNB        |     |                  |                  |                  |                  |                  |    |                      |                      |                      |                      |                      |
| 1984-1985  | HC Fribourg-Gottéron      | LNA        | 38  | 14               | 8                | 22               |                  |                  |    |                      |                      |                      |                      |                      |
| 1985-1986  | HC Fribourg-Gottéron      | LNA        | 33  | 27               | 7                | 34               | 22               |                  |    |                      |                      |                      |                      |                      |
| 1986-1987  | HC Fribourg-Gottéron      | LNA        | 33  | 35               | 21               | 56               | 38               |                  |    |                      |                      |                      |                      |                      |
| 1987-1988  | HC Fribourg-Gottéron      | LNA        | 34  | 18               | 21               | 39               | 32               |                  |    |                      |                      |                      |                      |                      |
| 1988-1989  | HC Fribourg-Gottéron      | LNA        | 31  | 15               | 20               | 35               | 24               |                  |    |                      |                      |                      |                      |                      |
| 1989-1990  | CP Berne                  | LNA        | 33  | 18               | 14               | 32               | 14               | 11               | 4  | 6                    | 10                   | 18                   |                      |                      |
| 1990-1991  | CP Berne                  | LNA        | 31  | 19               | 8                | 27               | 35               | 10               | 3  | 5                    | 8                    | 16                   |                      |                      |
| 1991-1992  | CP Berne                  | LNA        | 35  | 17               | 13               | 30               | 16               | 11               | 5  | 6                    | 11                   | 4                    |                      |                      |
| 1992-1993  | CP Berne                  | LNA        | 33  | 13               | 13               | 26               | 57               | 5                | 2  | 1                    | 3                    | 2                    |                      |                      |
| 1993-1994  | CP Berne                  | LNA        | 36  | 19               | 17               | 36               | 20               | 5                | 3  | 2                    | 5                    | 8                    |                      |                      |
| 1994-1995  | CP Berne                  | LNA        | 24  | 9                | 9                | 18               | 14               | 6                | 0  | 3                    | 3                    | 2                    |                      |                      |
| 1995-1996  | CP Berne                  | LNA        | 36  | 15               | 16               | 31               | 28               | 9                | 3  | 6                    | 9                    | 29                   |                      |                      |
| 1996-1997  | CP Berne                  | LNA        | 36  | 19               | 19               | 38               | 28               | 10               | 10 | 5                    | 15                   | 2                    |                      |                      |
| 1996-1997  | CP Berne                  | LEH        | 5   | 1                | 1                | 2                | 4                | -                | -  | -                    | -                    | -                    |                      |                      |
| 1997-1998  | CP Berne                  | LNA        | 39  | 14               | 13               | 27               | 32               | 7                | 2  | 4                    | 6                    | 6                    |                      |                      |
| 1997-1998  | CP Berne                  | LEH        | 5   | 2                | 0                | 2                | 6                | -                | -  | -                    | -                    | -                    |                      |                      |
| 1998-1999  | CP Berne                  | LNA        | 45  | 16               | 21               | 37               | 24               | 6                | 1  | 7                    | 8                    | 6                    |                      |                      |
| 1999-2000  | HC Fribourg-Gottéron      | LNA        | 43  | 16               | 23               | 39               | 32               | 4                | 1  | 1                    | 2                    | 2                    |                      |                      |
| 2000-2001  | HC Fribourg-Gottéron      | LNA        | 42  | 7                | 15               | 22               | 26               | 5                | 1  | 1                    | 2                    | 0                    |                      |                      |
| 2001-2002  | HC Fribourg-Gottéron      | LNA        | 35  | 17               | 9                | 26               | 22               | 5                | 1  | 1                    | 2                    | 2                    |                      |                      |
| 2002-2003  | HC Fribourg-Gottéron      | LNA        | 43  | 13               | 17               | 30               | 16               | -                | -  | -                    | -                    | -                    |                      |                      |
| 2003-2004  | HC Fribourg-Gottéron      | LNA        | 40  | 14               | 21               | 35               | 18               | 4                | 2  | 0                    | 2                    | 2                    |                      |                      |
| 2004-2005  | HC Fribourg-Gottéron      | LNA        | 33  | 4                | 10               | 14               | 18               | 8                | 1  | 1                    | 2                    | 6                    |                      |                      |
| 2005-2006  | HC Fribourg-Gottéron      | LNA        | 43  | 9                | 25               | 34               | 22               | 16               | 5  | 7                    | 12                   | 10                   |                      |                      |
| 2006-2007  | HC Fribourg-Gottéron      | LNA        | 37  | 9                | 16               | 25               | 14               | 4                | 0  | 0                    | 0                    | 6                    |                      |                      |
| 2007-2008  | HC Fribourg-Gottéron      | LNA        | 44  | 7                | 19               | 26               | 24               | 11               | 3  | 3                    | 6                    | 8                    |                      |                      |
| 2008-2009  | HC Fribourg-Gottéron      | LNA        | 44  | 4                | 9                | 13               | 10               | 11               | 1  | 1                    | 2                    | 8                    |                      |                      |
| Totaux LNA | Totaux LNA                | Totaux LNA | 921 | 368              | 384              | 752              | 586              | 148              | 48 | 60                   | 108                  | 137                  |                      |                      |

### Statistiques en équipe nationale
Au cours de sa carrière, il joue douze éditions différentes du championnat du monde et deux olympiades pour un total de 185 matchs sous le maillot national avec 33 buts à son actif[réf. nécessaire]. Il joue son dernier match sous le maillot national le 12 février 1998 contre le Canada[réf. nécessaire].
| Année | Équipe | Compétition            |    | PJ | B | A | Pts | Pun                                     |  | Résultat |
| 1987  | Suisse | Championnat du monde   | 8  | 0  | 1 | 1 | 0   | Huitième place Relégation en division B |  |          |
| 1988  | Suisse | Jeux olympiques        | 4  | 0  | 0 | 0 | 4   | Huitième place                          |  |          |
| 1989  | Suisse | Championnat du monde B |    |    |   |   |     | Quatrième place                         |  |          |
| 1990  | Suisse | Championnat du monde B | 7  | 5  | 0 | 5 | 2   | Première place Montée en division A     |  |          |
| 1991  | Suisse | Championnat du monde   | 10 | 3  | 3 | 6 | 4   | Septième place                          |  |          |
| 1992  | Suisse | Jeux olympiques        | 7  | 1  | 2 | 3 | 2   | Dixième place                           |  |          |
| 1992  | Suisse | Championnat du monde   | 8  | 1  | 1 | 2 | 6   | Quatrième place                         |  |          |
| 1993  | Suisse | Championnat du monde   | 7  | 1  | 0 | 1 | 6   | Douzième place Relégation en division B |  |          |
| 1994  | Suisse | Championnat du monde B | 7  | 4  | 4 | 8 | 8   | Première place Montée en division A     |  |          |